# Marché aux pourceaux
Le marché aux pourceaux est un ancien marché situé à Paris. Sa localisation a changé au fil des siècles.

## Histoire

### Le marché aux pourceaux rue de la Limace ou cul-de-sac des Bourdonnais
Ce lieu portait le nom de « place aux Pourceaux » ou « place du Marché aux pourceaux » car il s’y tenait le marché aux pourceaux. Il est cité dans Le Dit des rues de Paris sous le nom de « viez place A Pourciaus ». Selon Edgar Mareuse cette place était située rue des Déchargeurs, avant de devenir le cul-de-sac ou rue de la Fosse-aux-Chiens (actuelle impasse des Bourdonnais), elle était alors plus vers la rue des Bourdonnais. Cette localisation correspond également à l’ancienne rue de la Limace qui commençait aux 11-16, rue des Déchargeurs et finissait aux 14-16, rue des Bourdonnais.
Le marché est déplacé vers 1360 sur le côté oriental de la butte Saint-Roch, non loin de l'église Saint-Roch.

### Le marché aux pourceaux de la butte Saint-Roch

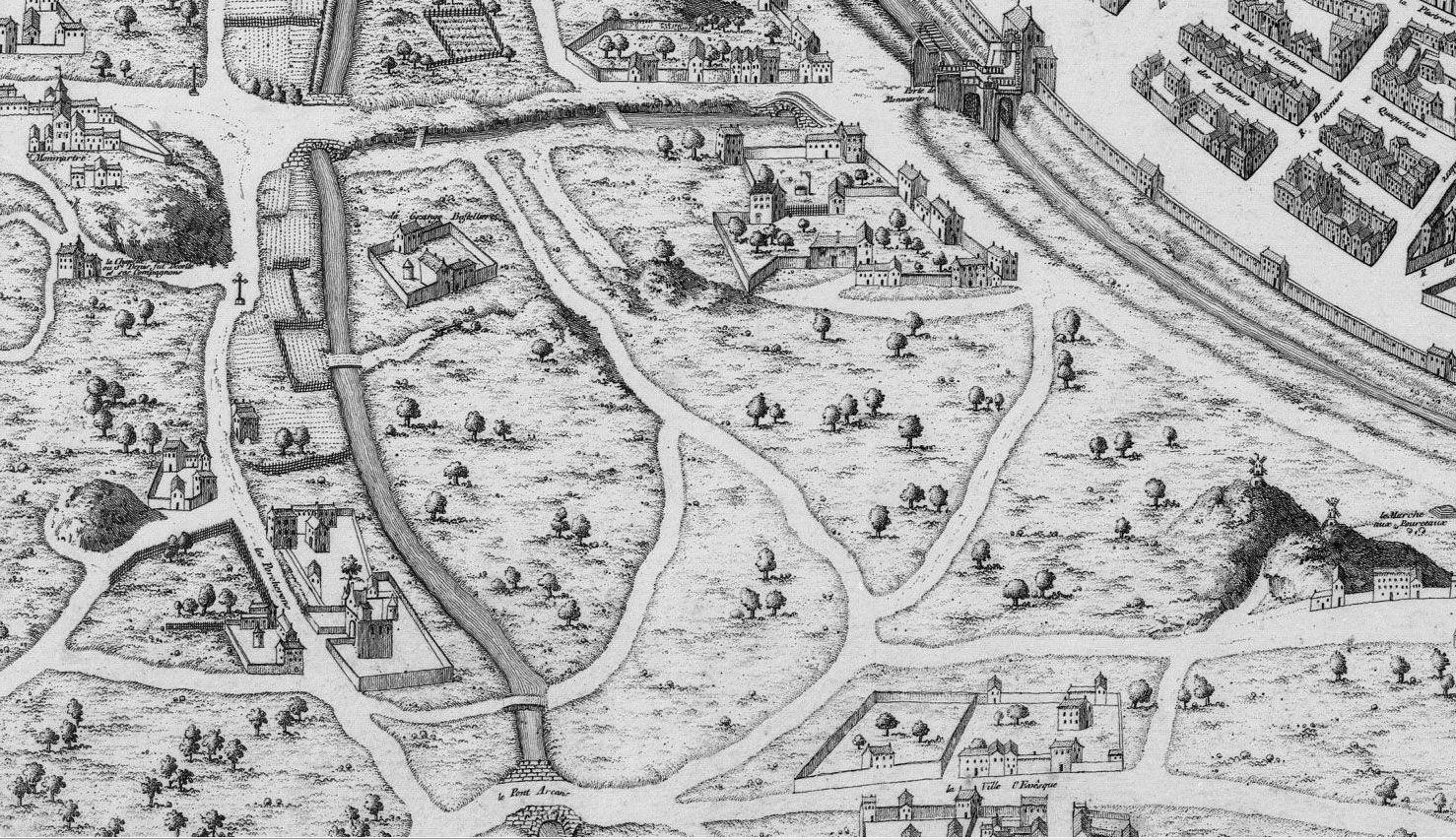
Le Marché aux pourceaux est situé en bas à droite. (Copie de Dheulland du plan de Saint-Victor).

Ce marché aux pourceaux portait également le nom de « place aux Pourceaux » et était situé sur le côté oriental de la butte Saint-Roch, près de la porte Saint-Honoré. Ce lieu correspond aujourd’hui à l’espace compris entre l’avenue de l'Opéra, la rue Sainte-Anne et la rue Thérèse (métro Pyramides). Le marché aux pourceaux était précédemment situé à l'emplacement de la rue de la Limace et du cul-de-sac des Bourdonnais.
Selon un édit de 1360, les porchers devaient parquer leurs animaux sur les pentes de la butte au carrefour des chemins du Roule et d'Argenteuil.
Lors du siège de Paris en 1429, Jeanne d'Arc a été grièvement blessée à proximité du marché aux pourceaux lors de l'attaque contre la porte Saint-Honoré.
En 1605, la création de la place Royale entraine le départ du marché aux chevaux, installé dans l'hôtel des Tournelles. Il est établi à côté du marché aux pourceaux, et y restera jusqu'en 1633.

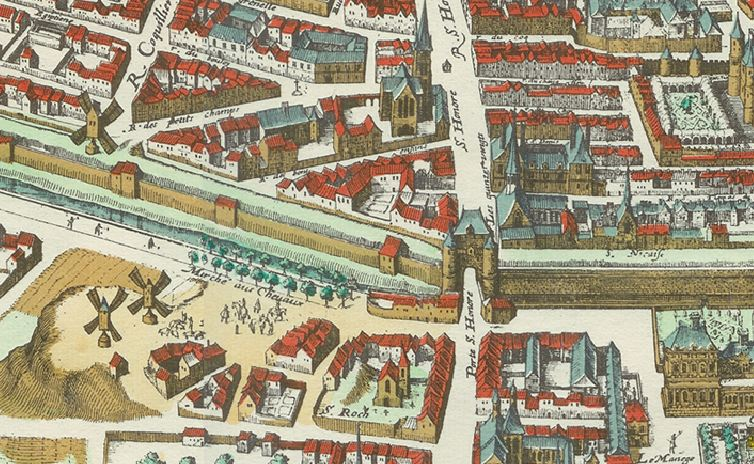
Le marché aux chevaux de la butte Saint-Roch hors de la porte Saint-Honoré de l'enceinte de Charles V, sur le plan de Mérian (1615).

C'est au marché aux pourceaux, près de la porte Saint-Honoré, que les faux-monnayeurs subissaient leur peine d'ébouillantage et que quelquefois l'on y faisait souffrir le supplice aux malfaiteurs :
- Jeanne de Divion, aventurière, brûlée vive le dimanche 6 octobre 1331 pour faux en écritures, magie et empoisonnement ;
- Durant le règne de Philippe VI de Valois (1328-1350) Renaud de Normandie a eu la tête tranchée pour trahison[3] ;
- En 1374 furent brulés des livres du courant de pensée du Libre-Esprit au marché aux pourceaux hors la porte Saint-Honoré[4] ;
- Jeanne de Brigue, dite La Cordelière, fut la première personne jugée pour sorcellerie par le Parlement de Paris. Le 13 août 1391, elle est menée au marché aux pourceaux rue Saint-Honoré où elle fut brûlée vive le 19 août 1391 ;
- Macette fut brûlée vive le 19 août 1391, avec Jeanne de Brigue[5] ;
- En 1486, Renée de Vendomois qui avait fait assassiner son mari, le seigneur Jean de Saint-Berthevin, avait été condamnée par le prévôt de Paris à être brûlée vive sur la place du Marché-aux-Pourceaux. Mais le roi Charles VIII lui ayant fait grâce de la vie, sa peine fut commuée en une prison perpétuelle, et elle fut condamnée à être recluse jusqu'à la fin de sa vie au reclusoir des Innocents[6],[7] ;
- En 1490, Guillaume de Lannoy, berger, fut brûlé vif au Marché aux Pourceaux hors la porte Saint-Honoré[8] ;
- Le prêtre Jean Langlois « y fut brûlé vif en 1493, pour avoir arraché la Sainte-Hostie d'entre les mains d'un autre prêtre qui disait la Messe à Notre-Dame, dans la chapelle de Saint-Crépin ; et qu'on lui donna pour confesseur Maître Jean Standonck, docteur en théologie[9] » ;
- Edmond de La Fosse ayant arraché la Sainte-Hostie d'entre les mains d'un autre prêtre pendant qu'il célébrait aussi la messe dans la Sainte-Chapelle du Palais, le 25 août 1503 fut pareillement brûlé vif « place aux Pourceaux », après avoir eu le poing coupé à l'endroit où il avait jeté l'Hostie[9] ;
- Le 8 août 1523 le religieux Jean Vallière, considéré comme le premier martyr protestant français, est brûlé vif au Marché aux pourceaux, après avoir été amené par le bourreau dans un tombereau à ordures depuis la prison de la Conciergerie[10] ;
- Le 5 mai 1535, Étienne Bénard, martyr protestant luthérien de Rouen, est brûlé vif au marché aux pourceaux (utilisation d'une potence avec le bûcher)[11] ;
- Le 5 mai 1535, Marin du Val, martyr protestant luthérien de Melun, est brûlé vif au marché aux pourceaux (utilisation d'une potence avec le bûcher)[11].